# Bahnhof Vigo-Guixar

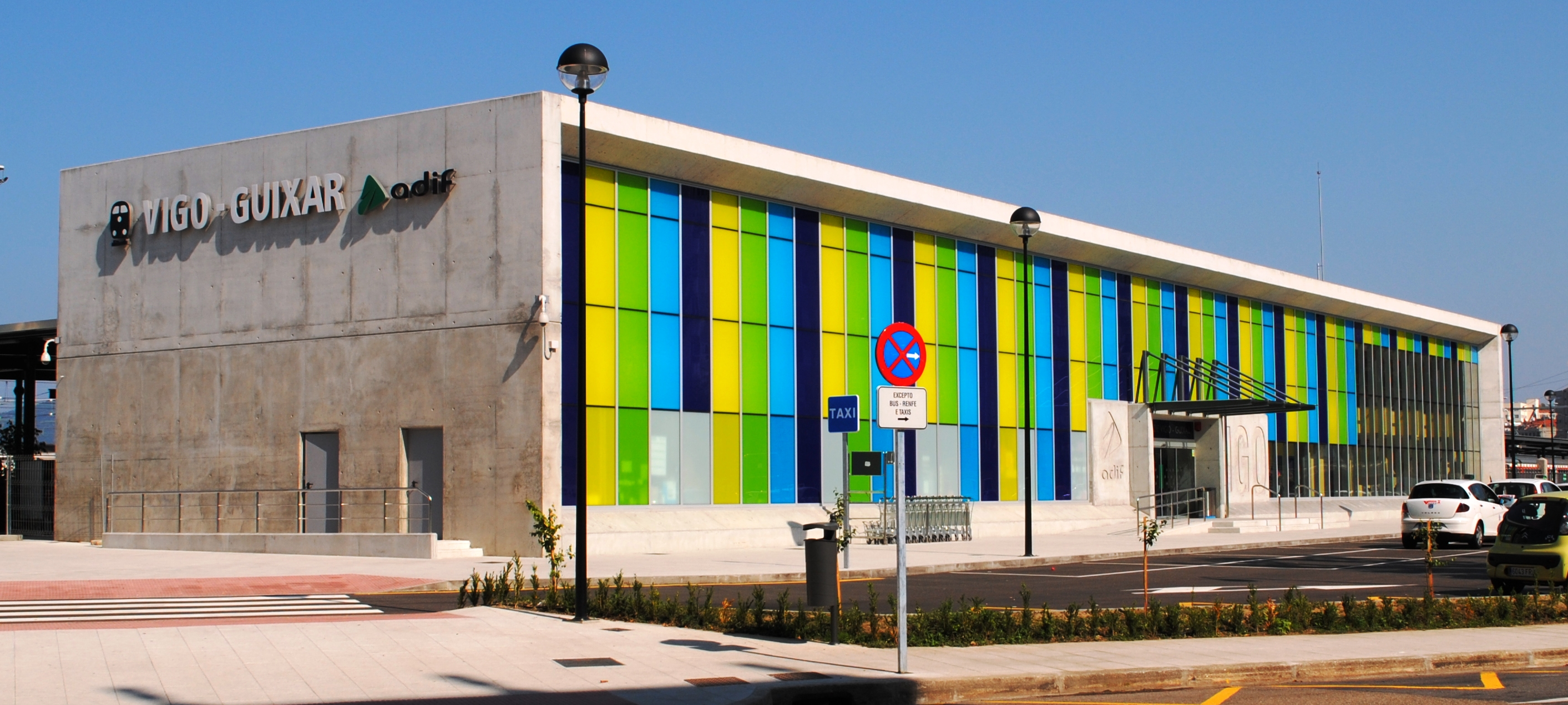
Bahnhof Vigo-Guixar

Vigo-Guixar ist ein Kopfbahnhof in der galicischen Stadt Vigo (Spanien) und wurde am 27. August 2011 in Betrieb genommen. Er dient bis zum Neubau des Bahnhofes Vigo-Urzáiz, an dem zukünftig die Hochgeschwindigkeitszüge (AVE) halten sollen, als Hauptbahnhof der Stadt. Der Bahnhof wird vom spanischen Eisenbahninfrastrukturunternehmen adif betrieben und trägt den internen Code 22308.

## Lage
Der Bahnhof Vigo-Guixar befindet sich in der Rua Areal am Hafen der Stadt. Zwischen dem im Bau befindlichen Bahnhof Vigo-Urzáiz und Guixar liegen gut 700 Meter.

## Geschichte

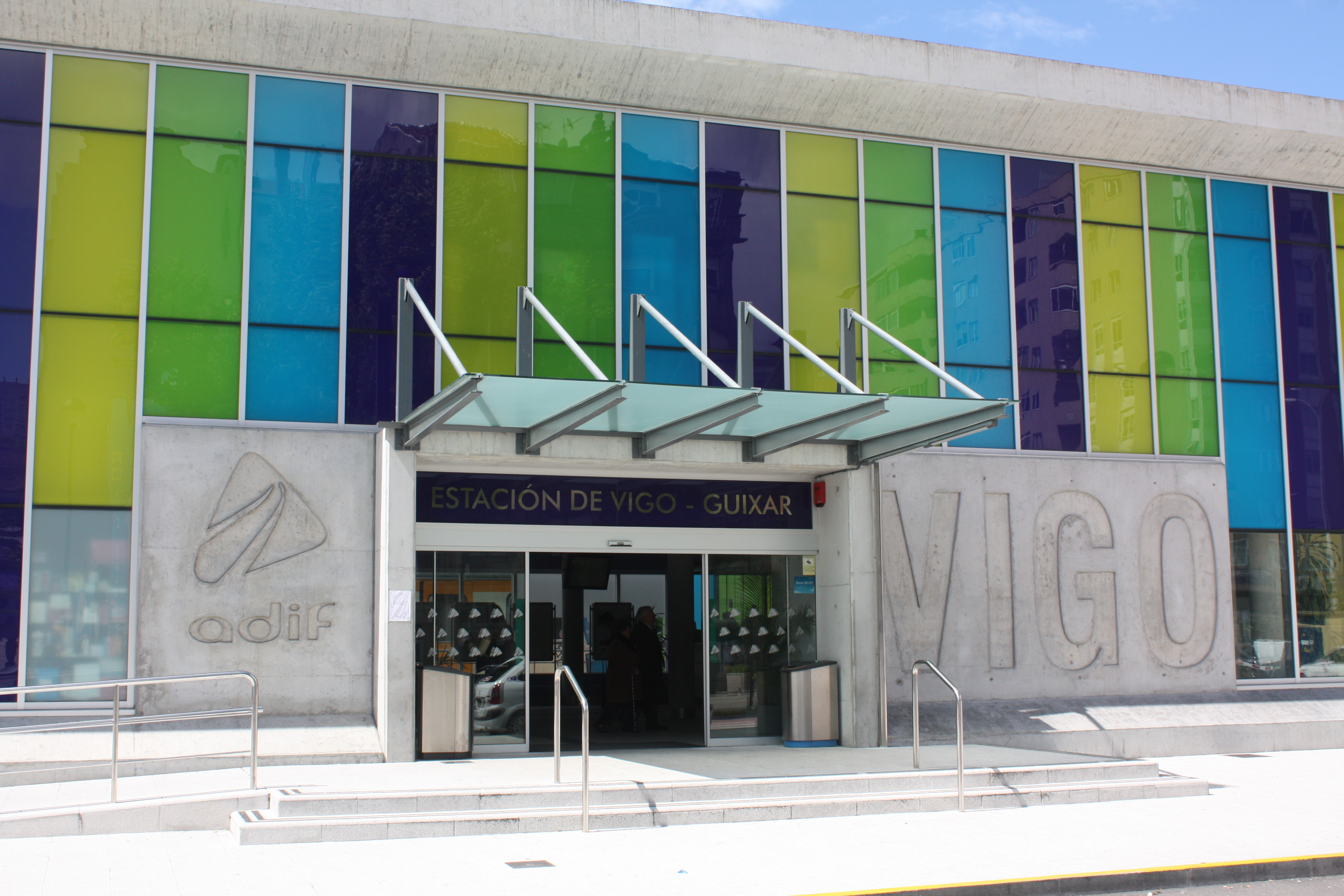
Eingang zum Bahnhof

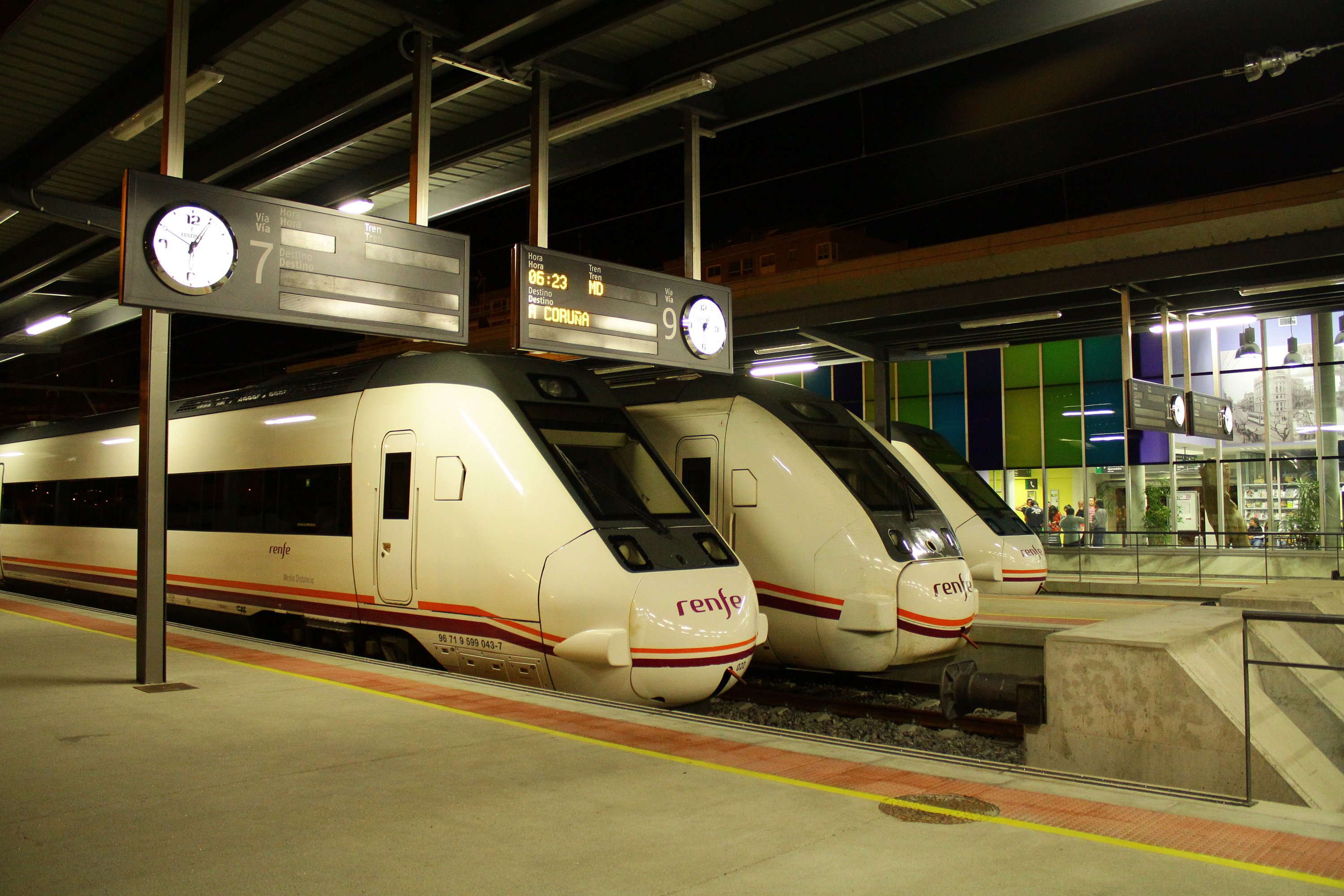
Renfe-Züge im Bahnhof

Um die Stadt Vigo an das spanische Hochgeschwindigkeitsnetz anzuschließen, war es notwendig, den Bahnhof Vigo-Urzáiz komplett umzubauen. Um Vigo weiterhin Fahrgastverkehr zu ermöglichen, entschied das spanische Bau- und Verkehrsministerium am Vigoer Güterbahnhof Guixar einen provisorischen Bahnhof zu errichten.
Die Bauarbeiten für den Bahnhof begannen Ende 2009 und konnten gut ein Jahr später im August 2011 beendet werden. Die Baukosten waren ursprünglich mit elf Millionen Euro veranschlagt, sie betrugen letztendlich 17,5 Millionen Euro. Am 27. August 2011 eröffnete der spanische Verkehrsminister José Blanco López den Bahnhof gemeinsam mit dem Bürgermeister von Vigo, Abel Caballero.
Die spanische Eisenbahngesellschaft Renfe beklagte, dass durch den Umzug des Verkehrs von Urzáiz nach Guixar der Regionalverkehr gut 7000 Fahrgäste verloren hätte.

## Aufbau
Der Bahnhof ist ein Kopfbahnhof mit einer Fläche von gut 1000 Quadratmetern, er verfügt über drei Bahnsteige, jeweils mit 100, 165 und 285 Meter langen Bahnsteigen und fünf Gleisen. Der Bahnhof verfügt über ein zweistöckiges, im modernen Stil gehaltenes Empfangsgebäude. Während im ersten Stock die Bahnhofsleitung sowie Zugführer über Räume verfügen, befindet sich im Erdgeschoss ein Renfe-Reisenzentrum, ein Wartesaal sowie eine Cafeteria. Vor dem Bahnhof befindet sich ein großer Autoparkplatz.

## Verkehr
Der Bahnhof verfügt sowohl über Anschluss an den Regional- wie Fernverkehr der Renfe. Es bestehen zwei Regionalverkehrslinien mit Verbindungen nach A Coruña, Santiago de Compostela, Pontevedra, Ourense, León. Im Fernverkehr gibt es fünf Zugpaare mit Verbindungen nach Alicante, Barcelona, Bilbao, Burgos, Hendaye, Madrid, San Sebastián, Valencia und Saragossa. Zudem gibt es eine Direktverbindung namens Celta in die portugiesische Stadt Porto.
Am Bahnhof verkehren zudem Buslinien der lokalen Busgesellschaft Vitrasa.